# Gymnosporia falconeri
Gymnosporia falconeri är en benvedsväxtart som beskrevs av M. Laws. Gymnosporia falconeri ingår i släktet Gymnosporia och familjen Celastraceae. Utöver nominatformen finns också underarten G. f. kanjilalii.